# Gift (jeu vidéo)
Pour les articles homonymes, voir Gift.
Gift est un jeu vidéo d'action édité par le studio français Cryo Interactive en 2000, et mettant en scène des personnages créés par le dessinateur Régis Loisel et le concepteur de jeux Philippe Ulrich. Il met en scène les aventures de Gift, un diablotin rouge, dans un univers humoristique jalonné de nombreuses références à d'autres jeux et de parodies d'autres univers de fiction. 
Le jeu connaît deux versions : l'une pour PC et PlayStation 2, est développée par Eko Software et est un jeu d'action en 3D à la troisième personne ; l'autre, pour Game Boy Color, est développée par Cryo et est un jeu d'action en vue du dessus. Les deux versions développent la même histoire et le même type de gameplay.ma

## Synopsis
Dans un studio de développement de la Game Valley, une équipe de concepteurs de jeu met la dernière main à son prochain jeu vidéo : un jeu d'action dans lequel la princesse Lolita Globo a été enlevée par l'Ombre Noire et Profonde des Sombres Obscurités de la Nuit, et où un héros doit la libérer moyennant toutes sortes d'épreuves. Les tests des jeux se font en grandeur nature, les testeurs envoyant les héros de leur stock les uns après les autres afin d'en sélectionner un capable de terminer le jeu. Mais ce dernier jeu pose un problème : aucun des héros ne parvient à accomplir la mission ! En dernier ressort, on fait appel à Gift, un petit diablotin rouge paresseux et facétieux. Celui-ci doit alors ramener sept nains à la princesse Lolita Globo, qui se prend pour Blanche-Neige. 

## Giftpour PC et PlayStation 2
La version pour PC et PlayStation 2, dont le titre complet est Gift, le cadeau des étoiles, est un jeu d'action à la troisième personne dans des décors en images de synthèse et en 3D réelle. La version pour PC sort en France en octobre 2000. Gift doit parcourir dix niveaux qui mêlent des éléments de jeu d'arcade, de jeu de tir et de réflexion. La version pour PlayStation 2 sort en France en mai 2001. Elle comprend onze niveaux, soit un de plus que la version PC.

### Réception
La version pour PC et PlayStation 2 reçoit un accueil très favorable. Le site MobyGames recense sept critiques de la version PC donnant toutes des notes égales ou supérieures à 70 sur 100. Le site Jeuxvideo.com donne 16/20 à la version pour PC et 15/20 à la version pour PlayStation 2.

## Giftpour Game Boy Color
La version pour Game Boy Color est également un jeu d'action et de réflexion, mais en 2D et en vue du dessus. Elle sort en France en décembre 2000. Le jeu comprend neuf niveaux, chaque niveau se terminant par un boss de fin.

### Réception
La version pour Game Boy est plus fraîchement accueillie. Le site Jeuxvideo.com lui donne 13/20 en lui reprochant un gameplay trop simpliste et répétitif, et un esprit parodique beaucoup moins présent que dans la version pour PC. Le site Pockett Videogames lui donne 1 sur 5, avec des reproches similaires, et critique en outre des graphismes grossiers.

## Adaptation télévisée
Une adaptation en série télévisée d'animation par Fred Louf a été diffusée sur France 2 en 2005 dans KD2A.